# 67º Campeonato Brasileiro Absoluto de Xadrez
O 67º Campeonato Brasileiro Absoluto de Xadrez foi uma competição de xadrez organizada pela CBX referente ao ano de 2000. Sua fase final disputada na cidade de Teresina (PI) de 9 a 15 de dezembro de 2000. E teve como campeão o GM Giovanni Vescovi.

## Fase final
Os 23 finalistas disputaram o campeonato no sistema suíço.
Sistema de pontuação
- 1,0 ponto por vitória
- 0,5 ponto por empate e Bye
- 0,0 ponto por derrota

| Pos | Jogador                  | UF | Pontos | Buch | Vit | R1      | R2      | R3      | R4      | R5      | R6      | R7      | R8      | R9      |
| --- | ------------------------ | -- | ------ | ---- | --- | ------- | ------- | ------- | ------- | ------- | ------- | ------- | ------- | ------- |
| 1º  | Giovanni Vescovi         | SP | 8,0    | 46,5 | 7   | 20º vit | 05º vit | 03º emp | 02º emp | 04º vit | 14º vit | 06º vit | 08º vit | 10º vit |
| 2º  | Darcy Lima               | RJ | 7,5    | 47,0 | 6   | 16º vit | 04º emp | 07º vit | 01º emp | 14º vit | 03º vit | 15º vit | 09º emp | 05º vit |
| 3º  | Everaldo Matsuura        | SP | 6,5    | 49,0 | 5   | 06º vit | 15º vit | 01º emp | 04º emp | 05º vit | 02º der | 07º emp | 14º vit | 09º vit |
| 4º  | Jefferson Pelikian       | SP | 6,0    | 47,5 | 5   | 22º vit | 02º emp | 10º vit | 03º emp | 01º der | 16º vit | 11º vit | 05º der | 06º vit |
| 5º  | Haroldo Cunha Santos Jr  | SC | 5,0    | 49,5 | 5   | 18º vit | 01º der | 11º vit | 15º vit | 03º der | 06º der | 12º vit | 04º vit | 02º der |
| 6º  | Luís Henrique Coelho     | DF | 5,0    | 46,5 | 5   | 03º der | 13º vit | 09º der | 21º vit | 10º vit | 05º vit | 01º der | 07º vit | 04º der |
| 7º  | Paulo Cezar Haro         | SP | 5,0    | 42,0 | 3   | 19º emp | 21º vit | 02º der | 08º emp | 17º vit | 15º emp | 03º emp | 06º der | 14º vit |
| 8º  | Pedro Jorge Moraes Pinto | AM | 5,0    | 42,0 | 4   | 09º emp | 19º vit | 14º der | 07º emp | 16º der | 17º vit | 13º vit | 01º der | 11º vit |
| 9º  | Ricardo Teixeira         | RJ | 4,5    | 44,0 | 2   | 08º emp | 11º emp | 06º vit | 14º emp | 15º der | 18º emp | 16º vit | 02º emp | 03º der |
| 10º | Adriano Caldeira Marques | MG | 4,5    | 42,0 | 3   | 11º emp | 17º vit | 04º der | 18º emp | 06º der | 12º emp | 21º vit | 15º vit | 01º der |
| 11º | Marcelo Bouwman          | PE | 4,5    | 39,5 | 3   | 10º emp | 09º emp | 05º der | 12º emp | 22º vit | 19º vit | 04º der | 17º vit | 08º der |
| 12º | Ivan Kuhlmann Nogueira   | SP | 4,5    | 36,0 | 3   | 23º vit | 14º der | 15º der | 11º emp | 13º vit | 10º emp | 05º der | 16º emp | 19º vit |
| 13º | Manuel Paes de Almeida   | SE | 4,5    | 29,5 | 4   | 15º der | 06º der | bye     | 23º vit | 12º der | 20º vit | 08º der | 21º vit | 18º vit |
| 14º | Sadi Glasser Dumont      | RJ | 4,0    | 47,0 | 3   | 21º emp | 12º vit | 08º vit | 09º emp | 02º der | 01º der | 18º vit | 03º der | 07º der |
| 15º | Edson Tsuboi             | SP | 4,0    | 45,0 | 3   | 13º vit | 03º der | 12º vit | 05º der | 09º vit | 07º emp | 02º der | 10º der | 20º emp |
| 16º | Francisco J. Santos Neto | MG | 4,0    | 35,5 | 2   | 02º der | 22º emp | 23º vit | 19º emp | 08º vit | 04º der | 09º der | 12º emp | bye     |
| 17º | Erlon Braghini           | SP | 4,0    | 29,0 | 3   | bye     | 10º der | 21º emp | 22º vit | 07º der | 08º der | 20º vit | 11º der | 23º vit |
| 18º | Arthur Laurentino        | PI | 3,5    | 31,5 | 1   | 05º der | 20º vit | 22º emp | 10º emp | 19º emp | 09º emp | 14º der | bye     | 13º der |
| 19º | Werton Bastos            | PI | 3,5    | 31,5 | 1   | 07º emp | 08º der | 20º vit | 16º emp | 18º emp | 11º der | bye     | 23º emp | 12º der |
| 20º | Álvaro Aranha Filho      | SP | 3,0    | 32,0 | 2   | 01º der | 18º der | 19º der | bye     | 23º vit | 13º der | 17º der | 22º vit | 15º emp |
| 21º | Severino Januário        | PI | 2,5    | 31,5 | 0   | 14º emp | 07º der | 17º emp | 06º der | bye     | 23º emp | 10º der | 13º der | 22º emp |
| 22º | Agostinho Silva Sobrinho | PI | 2,5    | 29,5 | 0   | 04º der | 16º emp | 18º emp | 17º der | 11º der | bye     | 23º emp | 20º der | 21º emp |
| 23º | Caio Sales               | PI | 2,0    | 28,5 | 0   | 12º der | bye     | 16º der | 13º der | 20º der | 21º emp | 22º emp | 19º emp | 17º der |